# Stare Slemene
Stare Slemene – wieś w Słowenii, w gminie Slovenske Konjice. W 2018 roku liczyła 109 mieszkańców.